# Acanthobunocephalus
Acanthobunocephalus — рід сомоподібних риб родини широкоголових сомів (Aspredinidae). До 2020 року вважався монотиповим.

## Поширення
Представники роду поширені в басейні річки Оріноко у Венесуелі та у пониззі річки Пурус в Бразилії.

## Види
- Acanthobunocephalus nicoi Friel, 1995 — Венесуела
- Acanthobunocephalus scruggsi Carvalho & Reis, 2020 — Бразилія